# Geolycosa kijabica
Geolycosa kijabica är en spindelart som först beskrevs av Embrik Strand 1916.  Geolycosa kijabica ingår i släktet Geolycosa och familjen vargspindlar. Inga underarter finns listade i Catalogue of Life.